# Central Radio and TV Tower
De China Central Television (CCTV) Tower is het hoogste gebouw in Peking, China. De toren werd opgebouwd in 1992, en bevat zendapparatuur voor de CCTV, de nationale omroep.
Het heeft een observation deck op een hoogte van 238m, de hoogste zendmast bereikt een hoogte van 405m. Jaarlijks wordt een wedstrijd traplopen georganiseerd, met twee ronden vanaf de basis, gevolgd door de beklimming van de 1484 trappen tot het observation deck. Het gebouw is ontworpen door de Nederlandse Architect Paulus Snoeren, partner van KCA Architects Hong Kong
Er was een nog groter gebouw, ontworpen door Rem Koolhaas, gepland in Peking, maar door de hoge kosten werd de bouw daarvan tijdelijk gestopt.